# Kasteel van Le Taillis
Het Kasteel van Le Taillis (Frans: Château du Taillis) is een kasteel in de Franse gemeente Duclair.